# Pregabalina
A pregabalina, vendida sob a marca Lyrica, entre outras, é um medicamento anticonvulsivante, analgésico e ansiolítico usado para tratar epilepsia, dor neuropática, fibromialgia, síndrome das pernas inquietas, abstinência de opioides e transtorno de ansiedade generalizada (TAG). A pregabalina também possui propriedades antialodínicas. Seu uso na epilepsia é uma terapia complementar para crises parciais. É um medicamento gabapentinoide. Quando usado antes da cirurgia, reduz a dor, mas resulta em maior sedação e distúrbios visuais. É tomado por via oral.
Os efeitos colaterais comuns incluem dor de cabeça, tontura, sonolência, confusão, problemas de memória, má coordenação, boca seca, problemas de visão e ganho de peso. Efeitos colaterais graves podem incluir angioedema, uso indevido de drogas e aumento do risco de suicídio. Quando a pregabalina é tomada em altas doses por um longo período de tempo, pode ocorrer dependência, mas se tomada nas doses habituais, o risco é baixo. O uso durante a gravidez ou amamentação não é seguro. A pregabalina é um gabapentinoide e atua inibindo certos canais de cálcio.
A pregabalina foi aprovada para uso médico nos Estados Unidos em 2004. Foi desenvolvida como uma sucessora para a gabapentina. Está disponível como medicamento genérico em vários países, incluindo os Estados Unidos a partir de 2019 e no Brasil desde 2013. Uma versão genérica da formulação de liberação prolongada está disponível nos Estados Unidos, mas não no Brasil. Nos EUA, a pregabalina é uma substância controlada do Anexo V sob a Lei de Substâncias Controladas de 1970, e no Brasil ela faz parte dos medicamentos restritos por receita médica C3. É uma substância controlada Classe C no Reino Unido.

## Usos médicos

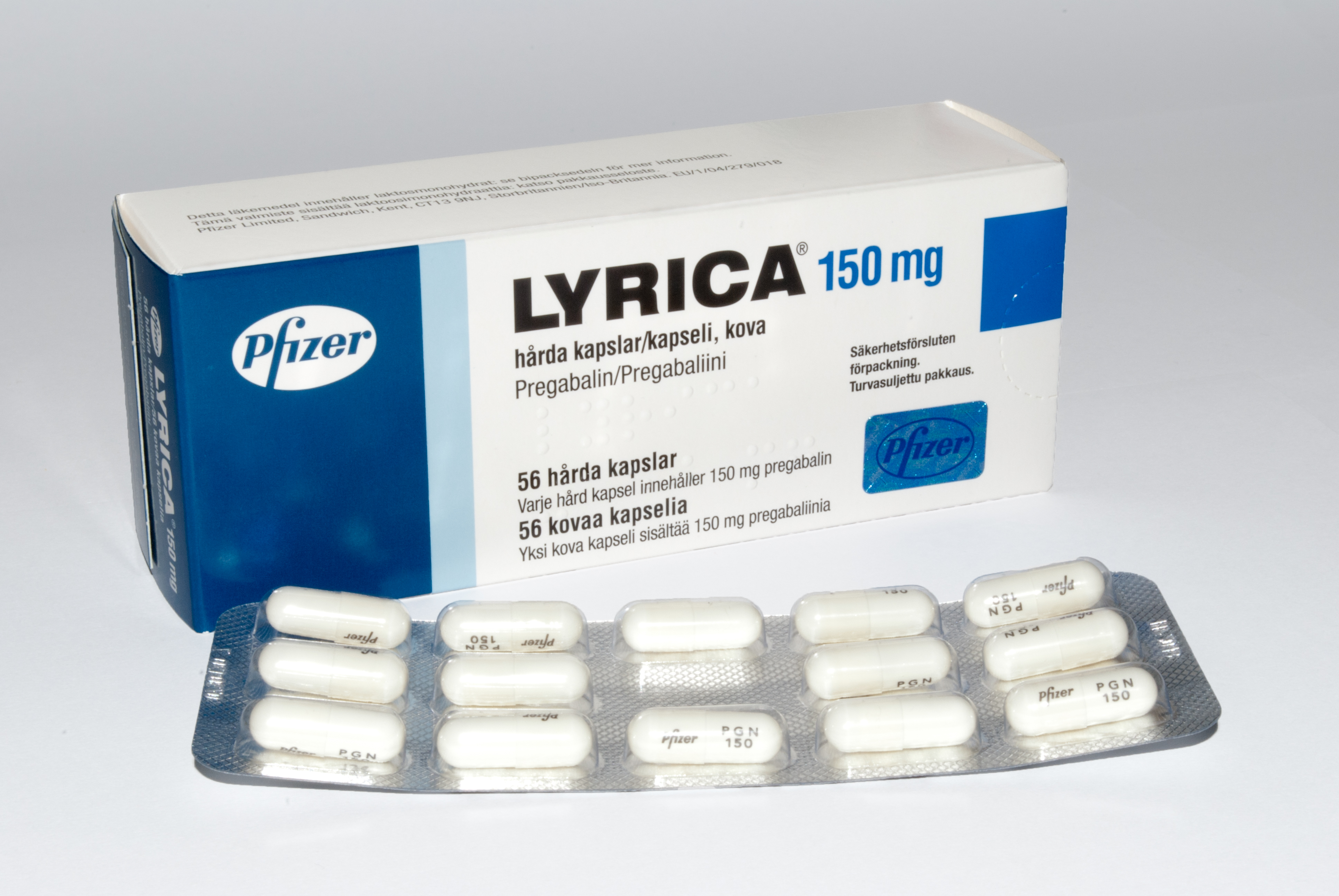
Caixa de cápsulas de Lyrica (pregabalina) de 150 mg da Finlândia

### Convulsões
A pregabalina é útil quando adicionada a outros tratamentos, quando esses outros tratamentos não estão controlando a epilepsia parcial. Seu uso sozinho é menos eficaz do que alguns outros medicamentos para convulsões. Não está claro como ela se compara à gabapentina para esse uso.

### Dor neuropática
A Federação Europeia de Sociedades Neurológicas recomenda a pregabalina como agente de primeira linha para o tratamento da dor associada à neuropatia diabética, neuralgia pós-herpética e dor neuropática central. Uma minoria obtém benefícios substanciais e um número maior obtém benefícios moderados. É dado igual peso como gabapentina e antidepressivos tricíclicos como um agente de primeira linha, no entanto, os últimos são menos caros.
Estudos demonstraram que doses mais altas de pregabalina estão associadas a maior eficácia.
O uso da pregabalina na dor neuropática associada ao câncer é controverso; embora tal uso seja comum. Foi examinado para a prevenção da dor crônica pós-cirúrgica, mas sua utilidade para esse fim é controversa.
A pregabalina geralmente não é considerada eficaz no tratamento da dor aguda. Em ensaios que examinaram a utilidade da pregabalina para o tratamento da dor aguda pós-cirúrgica, nenhum efeito nos níveis gerais de dor foi observado, mas as pessoas precisaram de menos morfina e tiveram menos efeitos colaterais relacionados aos opioides. Vários mecanismos possíveis para a melhora da dor têm sido discutidos.

### Transtornos de ansiedade
A pregabalina é moderadamente eficaz e segura para o tratamento do transtorno de ansiedade generalizada. Também é eficaz no tratamento de curto e longo prazo do transtorno de ansiedade social e na redução da ansiedade pré -operatória. No entanto, há preocupação quanto ao uso off-label da pregabalina devido à falta de fortes evidências científicas de sua eficácia em múltiplas condições e seus efeitos colaterais comprovados.
A Federação Mundial de Psiquiatria Biológica recomenda a pregabalina como um dos vários agentes de primeira linha para o tratamento do transtorno de ansiedade generalizada, mas recomenda outros agentes, como os ISRSs, como tratamento de primeira linha para transtorno obsessivo-compulsivo e transtorno de estresse pós-traumático (TEPT). Para PTSD, a pregabalina como tratamento complementar parece ser eficaz.

#### Transtorno de ansiedade generalizada
A pregabalina parece ter efeitos ansiolíticos semelhantes aos benzodiazepínicos com menor risco de dependência. Os efeitos da pregabalina aparecem após uma semana de uso, e são semelhantes em eficácia ao lorazepam, alprazolam e venlafaxina, mas a pregabalina demonstrou superioridade ao produzir efeitos terapêuticos mais consistentes para sintomas psicossomáticos de ansiedade. Ensaios de longo prazo demonstraram eficácia contínua sem o desenvolvimento de tolerância e, além disso, ao contrário dos benzodiazepínicos, tem um efeito benéfico no sono e na arquitetura do sono, caracterizado pelo aprimoramento do sono de ondas lentas. Produz comprometimento cognitivo e psicomotor menos grave em comparação com os benzodiazepínicos.
Uma revisão de 2019 descobriu que a pregabalina reduz os sintomas de TAG e geralmente é bem tolerada.

### Outros usos
Embora a pregabalina às vezes seja prescrita para pessoas com transtorno bipolar, não há evidências que mostrem sua eficácia.
Não há evidência e risco significativo no uso de pregabalina para dor ciática e lombalgia. A evidência de benefício na abstinência de álcool, bem como na abstinência de certas outras drogas, é limitada desde 2016.
Um estudo concluiu que a pregabalina pode ser uma medicação profilática útil para enxaquecas.

## Efeitos adversos
A exposição à pregabalina está associada a ganho de peso, sonolência e fadiga, tontura, vertigem, inchaço das pernas, visão perturbada, perda de coordenação e euforia. Tem um perfil de efeitos adversos semelhante a outros depressores do sistema nervoso central. Embora a pregabalina seja um depressor e anticonvulsivante, às vezes pode, paradoxalmente, induzir convulsões, particularmente em grandes superdosagens. As reações adversas medicamentosas associadas ao uso de pregabalina incluem:
- Muito comuns (>10% das pessoas que tomam pregabalina): tonturas, sonolência.
- Comuns (1–10% das pessoas que tomam pregabalina): visão turva, diplopia, aumento do apetite e subsequente ganho de peso, euforia, confusão, sonhos vívidos, alterações na libido (aumento ou diminuição), irritabilidade, ataxia, alterações de atenção, sensação de euforia, coordenação anormal, comprometimento da memória, tremores, disartria, parestesia, vertigem, boca seca e constipação, vômitos e flatulência, disfunção erétil, fadiga, edema periférico, sensação de embriaguez, andar anormal, astenia, nasofaringite, aumento do nível de creatina quinase.
- Incomuns (0,1–1% das pessoas que tomam pregabalina): depressão, letargia, agitação, anorgasmia, alucinações, mioclonia, hipoestesia, hiperestesia, taquicardia, salivação excessiva, hipoglicemia, sudação, rubor, erupção cutânea, cãibras musculares, mialgia, artralgia, incontinência urinária, disúria, trombocitopenia, cálculo renal.
- Raros (<0,1% das pessoas que tomam pregabalina): neutropenia, bloqueio cardíaco de primeiro grau, hipotensão, hipertensão, pancreatite, disfagia, oligúria, rabdomiólise, pensamentos ou comportamentos suicidas.[52]

Casos de uso recreativo, com efeitos adversos associados, foram relatados.
Em uma revisão sistemática da literatura sobre distúrbios do movimento secundários à pregabalina, os autores encontraram 46 artigos contendo 305 casos. Os movimentos anormais encontrados foram ataxia, tremores, mioclonia, parkinsonismo, síndrome das pernas inquietas, distonia, discinesia e acatisia.

### Sintomas de abstinência
Após a interrupção abrupta ou rápida da pregabalina, algumas pessoas relataram sintomas sugestivos de dependência física. O FDA determinou que o perfil de dependência de substância da pregabalina, conforme medido por uma lista de verificação de abstinência física pessoal, era quantitativamente menor do que os benzodiazepínicos. Mesmo as pessoas que interromperam o uso de pregabalina por um curto período experimentaram sintomas de abstinência, incluindo insônia, dor de cabeça, náusea, ansiedade, diarréia, sintomas semelhantes aos da gripe, nervosismo, depressão maior, dor, convulsões, hiperidrose e tontura.

### Gravidez
Não está claro se é seguro para uso na gravidez com alguns estudos mostrando danos potenciais.

### Depressão Respiratória
Em dezembro de 2019, a Food and Drug Administration (FDA) dos EUA alertou sobre problemas respiratórios graves para aqueles que tomam gabapentina ou pregabalina quando usados com depressores do SNC ou para aqueles com problemas pulmonares.
A FDA exigiu que novas advertências sobre o risco de depressão respiratória fossem adicionadas às informações de prescrição dos gabapentinoides. A FDA também exigiu que os fabricantes de medicamentos conduzissem ensaios clínicos para avaliar melhor seu potencial de abuso, particularmente em combinação com opioides, porque o uso indevido e o abuso desses produtos juntos estão aumentando e o uso concomitante pode aumentar o risco de depressão respiratória.
Entre 49 relatos de casos submetidos ao FDA durante o período de cinco anos de 2012 a 2017, doze pessoas morreram de depressão respiratória com gabapentinoides, todas com pelo menos um fator de risco.
A FDA revisou os resultados de dois ensaios clínicos randomizados, duplo-cegos e controlados por placebo em pessoas saudáveis, três estudos observacionais e vários estudos em animais. Um estudo mostrou que usar pregabalina isoladamente e usá-la com um analgésico opioide pode deprimir a função respiratória. O outro estudo mostrou que a gabapentina sozinha aumentou as pausas respiratórias durante o sono. Os três estudos observacionais em um centro médico acadêmico mostraram uma relação entre os gabapentinoides administrados antes da cirurgia e a ocorrência de depressão respiratória após diferentes tipos de cirurgias. A FDA também revisou vários estudos em animais que mostraram que a pregabalina sozinha e a pregabalina mais opioides podem deprimir a função respiratória.

## Overdose
Uma superdose de Pregabalina geralmente consiste em sonolência grave, ataxia grave, visão turva, fala arrastada, movimentos espasmódicos incontroláveis graves (mioclonia), convulsões tônico-clônicas e ansiedade. Apesar desses sintomas, uma overdose geralmente não é fatal, a menos que seja misturada com outro depressor. Várias pessoas com insuficiência renal desenvolveram mioclonia enquanto recebiam pregabalina, aparentemente como resultado do acúmulo gradual da droga. A sobredosagem aguda pode manifestar-se por sonolência, taquicardia e hipertonia. As concentrações plasmáticas, séricas ou sanguíneas de pregabalina podem ser medidas para monitorar a terapia ou para confirmar um diagnóstico de envenenamento em pessoas hospitalizadas.

## Farmacologia

### Interações
Nenhuma interação foi demonstrada in vivo. O fabricante observa algumas possíveis interações farmacológicas com opioides, benzodiazepínicos, barbitúricos, etanol (álcool) e outras drogas que deprimem o sistema nervoso central. Os inibidores da ECA podem aumentar o efeito adverso/tóxico da pregabalina. A pregabalina pode aumentar o efeito de retenção de líquidos de certos agentes antidiabéticos (tiazolidinedionas).

### Farmacodinâmica

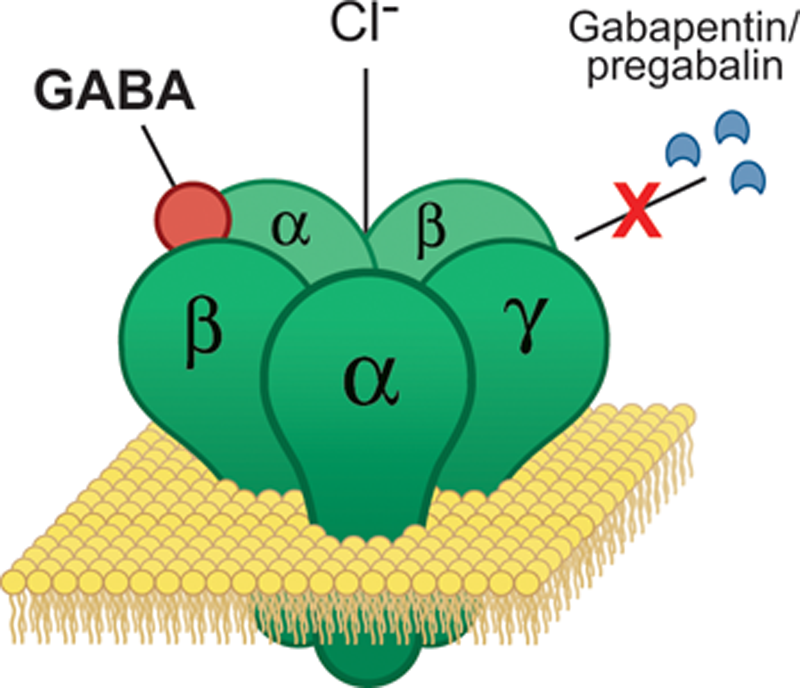
A pregabalina não é um agonista dos receptores GABA _{A} ou GABA _{B.}

A pregabalina é um gabapentinoide e atua inibindo certos canais de cálcio. Especificamente, é um ligante do local da subunidade auxiliar α 2 δ de certos canais de cálcio dependentes de voltagem (VDCCs) e, portanto, atua como um inibidor de VDCCs contendo a subunidade α 2 δ. Existem duas subunidades α 2 δ de ligação a drogas, α 2 δ-1 e α 2 δ-2, e a pregabalina mostra afinidade semelhante (e, portanto, falta de seletividade entre) esses dois locais. A pregabalina é seletiva em sua ligação à subunidade α 2 δ VDCC. Apesar de a pregabalina ser um análogo do GABA, ela não se liga aos receptores GABA, não se converte em GABA ou outro agonista do receptor GABA in vivo e não modula diretamente o transporte ou o metabolismo do GABA. No entanto, verificou-se que a pregabalina produz um aumento dependente da dose na expressão cerebral da descarboxilase do ácido L-glutâmico, a enzima responsável pela síntese do GABA e, portanto, pode ter alguns efeitos GABAérgicos indiretos ao aumentar os níveis de GABA no cérebro. Atualmente, não há evidências de que os efeitos da pregabalina sejam mediados por qualquer mecanismo além da inibição de VDCCs contendo α 2 δ. De acordo, a inibição de VDCCs contendo α 2 δ-1 pela pregabalina parece ser responsável por seus efeitos anticonvulsivantes, analgésicos e ansiolíticos.
Os α-aminoácidos endógenos L-leucina e L-isoleucina, que se assemelham muito à pregabalina e aos outros gabapentinoides em estrutura química, são ligantes aparentes da subunidade α 2 δ VDCC com afinidade semelhante à dos gabapentinoides (por exemplo, IC 50 = 71 nM para L -isoleucina), e estão presentes no líquido cefalorraquidiano humano em concentrações micromolares (por exemplo, 12,9 μM para L -leucina, 4,8 μM para L -isoleucina). Foi teorizado que eles podem ser os ligantes endógenos da subunidade e que podem antagonizar competitivamente os efeitos dos gabapentinoides. De acordo, enquanto gabapentinóides como pregabalina e gabapentina têm afinidades nanomolares para a subunidade α 2 δ, suas potências in vivo estão na faixa micromolar baixa, e a competição pela ligação por L-aminoácidos endógenos provavelmente é responsável por essa discrepância.
Verificou-se que a pregabalina possui afinidade 6 vezes maior do que a gabapentina para VDCCs contendo a subunidade α 2 δ em um estudo. No entanto, outro estudo descobriu que a pregabalina e a gabapentina tinham afinidades semelhantes para a subunidade recombinante humana α 2 δ-1 (K i = 32 nM e 40 nM, respectivamente). Em qualquer caso, a pregabalina é de 2 a 4 vezes mais potente que a gabapentina como analgésico e, em animais, parece ser de 3 a 10 vezes mais potente que a gabapentina como anticonvulsivante.

### Farmacocinética

#### Absorção
A pregabalina é absorvida no intestino por um processo de transporte ativo mediado pelo grande transportador neutro de aminoácidos 1 (LAT1, SLC7A5), um transportador de aminoácidos como L-leucina e L-fenilalanina. Muito poucos (menos de 10 medicamentos) são conhecidos por serem transportados por este transportador. Ao contrário da gabapentina, que é transportada apenas pelo LAT1, a pregabalina parece ser transportada não apenas pelo LAT1, mas também por outros transportadores. O LAT1 é facilmente saturável, de modo que a farmacocinética da gabapentina é dependente da dose, com biodisponibilidade diminuída e níveis de pico atrasados em doses mais altas. Em contraste, este não é o caso da pregabalina, que apresenta farmacocinética linear e sem saturação de absorção.
A biodisponibilidade oral da pregabalina é maior ou igual a 90% em toda a faixa de dose clínica (75 a 900 mg/dia). Os alimentos podem diminuir a taxa de absorção da Pregabalina. A pregabalina é rapidamente absorvida quando administrada com o estômago vazio, com um T <sub id="mwAjg">máx</sub> (tempo para níveis de pico ) geralmente menor ou igual a 1 hora em doses de 300 mg ou menos. No entanto, verificou-se que os alimentos retardam substancialmente a absorção da pregabalina e reduzem significativamente os níveis máximos sem afetar a biodisponibilidade da droga; Valores T máx para pregabalina de 0,6 horas em jejum e 3,2 horas no estado alimentado (diferença de 5 vezes), e a C <sub id="mwAkQ">max</sub> é reduzida em 25–31% no estado alimentado versus jejum.

#### Distribuição
A pregabalina atravessa a barreira hematoencefálica e entra no sistema nervoso central. No entanto, devido à sua baixa lipofilicidade, a pregabalina requer transporte ativo através da barreira hematoencefálica. O LAT1 é altamente expresso na barreira hematoencefálica e transporta a pregabalina para o cérebro. Foi demonstrado que a pregabalina atravessa a placenta em ratos e está presente no leite de ratos lactantes. Em humanos, o volume de distribuição de uma dose de pregabalina administrada por via oral é de aproximadamente 0,56 L/kg. A pregabalina não se liga significativamente às proteínas plasmáticas (<1%).

#### Metabolismo
A pregabalina sofre pouco ou nenhum metabolismo. Em experimentos com técnicas de medicina nuclear, foi revelado que aproximadamente 98% da radioatividade recuperada na urina era pregabalina inalterada. O principal metabolito é a N-metilpregabalina.

#### Eliminação
A pregabalina é eliminada pelos rins na urina, principalmente na sua forma inalterada. Tem uma meia-vida de eliminação relativamente curta, com um valor relatado de 6,3 horas. Devido à sua curta meia-vida de eliminação, a pregabalina é administrada 2 a 3 vezes por dia para manter os níveis terapêuticos. A depuração renal da pregabalina é de 73 mL/minuto.

## Química

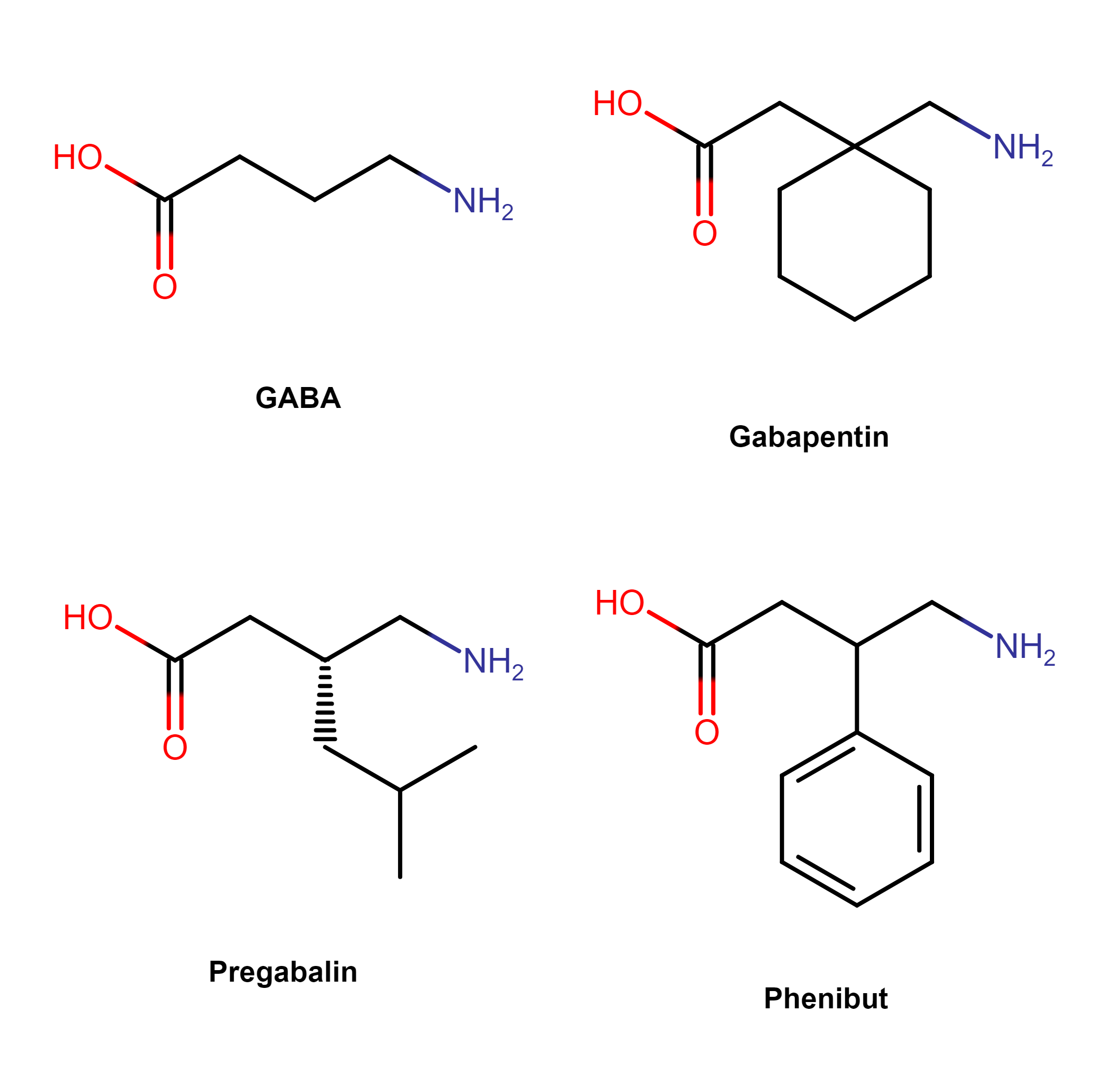
Estruturas químicas de GABA, pregabalina e dois outros gabapentinoides, gabapentina e phenibut.

A pregabalina é um análogo do GABA que é um derivado 3-substituído, bem como um γ-aminoácido. Especificamente, a pregabalina é (S)-(+)-3-isobutil-GABA. A pregabalina também se assemelha muito aos α-aminoácidos L-leucina e L-isoleucina, e isso pode ser mais relevante em relação à sua farmacodinâmica do que à sua semelhança estrutural com o GABA.

### Síntese
Sínteses químicas de pregabalina foram descritas.

## História
A pregabalina foi sintetizada em 1990 como um anticonvulsivante. Foi inventado pelo químico medicinal Richard Bruce Silverman na Northwestern University em Evanston, Illinois. Silverman é mais conhecido por identificar a droga pregabalina como um possível tratamento para crises epilépticas. Durante 1988 a 1990, Ryszard Andruszkiewicz, um pesquisador visitante, sintetizou uma série de moléculas solicitadas por Silverman. Um parecia particularmente promissor. A molécula foi efetivamente moldada para ser transportada para o cérebro, onde ativou a descarboxilase do ácido L-glutâmico, uma enzima. Silverman esperava que a enzima aumentasse a produção do neurotransmissor inibitório GABA e bloqueasse as convulsões. Eventualmente, o conjunto de moléculas foi enviado para a Parke-Davis Pharmaceuticals para testes. A droga foi aprovada na União Europeia em 2004. Os EUA receberam a aprovação do FDA para uso no tratamento de epilepsia, dor neuropática diabética e neuralgia pós-herpética em dezembro de 2004. A pregabalina então apareceu no mercado dos EUA sob a marca Lyrica no outono de 2005. Em 2017, a Food and Drug Administration (FDA) dos EUA aprovou o Lyrica CR de liberação prolongada de pregabalina para o tratamento da dor neuropática associada à neuropatia periférica diabética e à neuralgia pós-herpética. No entanto, ao contrário da formulação de liberação imediata, o Lyrica CR não foi aprovado para o tratamento da fibromialgia ou como terapia adicional para adultos com convulsões parciais.
No Brasil, desde 2012 a pregabalina é reconhecida de forma técnica e aprovada para o tratamento de ansiedade generalizada, além de ser usada na prática clínica, de forma extensiva, como ansiolítico geral (off-label, claro).

## Sociedade e cultura

### Custo
A pregabalina está disponível como medicamento genérico em vários países, incluindo os Estados Unidos desde julho de 2019 e o Brasil desde 2012.

### Status legal
- Estados Unidos: Durante os ensaios clínicos, um pequeno número de usuários (~4%) relatou euforia após o uso, o que levou ao seu controle nos Estados Unidos.[100] A Drug Enforcement Administration (DEA) classificou a pregabalina como um depressor e colocou a pregabalina, incluindo seus sais, e todos os produtos contendo pregabalina no Anexo V da Lei de Substâncias Controladas.[101][48][102]
- Noruega: A pregabalina está na Tabela B de prescrição, juntamente com os benzodiazepínicos.[103][104]
- Reino Unido: Em 14 de janeiro de 2016, o Conselho Consultivo sobre o Uso Indevido de Drogas (ACMD) escreveu uma carta aos ministros do Ministério do Interior recomendando que a pregabalina juntamente com a gabapentina deveriam ser controladas pela Lei do Uso Indevido de Drogas de 1971.[105][106] Foi anunciado em outubro de 2018 que a pregabalina seria reclassificada como uma substância controlada de classe C a partir de abril de 2019.[107][19]
- Brasil: No Brasil, a pregabalina recebeu aval para ser comercializada desde 2012, classificada como medicação restrita C3, com retenção de receita, assim como antidepressivos e outros medicamentos psiquiátricos.[98]